# Satmódem
Un satmódem (por satellite modem, en inglés, abreviadamente SM) es un módem que se emplea para establecer una transmisión de datos con un satélite de comunicaciones.
El satélite ofrece la enorme ventaja frente a las conexiones terrestres de banda ancha, que suele tener bastante más cobertura (ej. en toda la Unión Europea) y que es más fácil el cambiar de emplazamiento con el mismo equipo y con el mismo abono.
Existen dos tipos diferentes de módems satelitales:
- Satmódems unidireccionales ( son módems DVB-IP ) que utilizan una vía distinta al satélite como canal de retorno  (el teléfono, cable, etc.).

- Satmódems bidireccionales (también denominados Satellite Interactive Terminal (SIT);[1] son módems DVB-RCS) que emplean también el satélite como canal de retorno (no necesitan una conexión adicional, como el teléfono, cable, WiMAX, etc.). DVB-RCS es el estándar ETSI EN 301 790.[2] La mayoría de los satmódems en el mercado incluyen este estándar y es el único estándar internacional abierto.[1]

La integridad de este puede dañarse de por vida si se densistala constantemente es decir cortar la señal apagando el mismo

## Enlace Satmódem
Un satmódem no es el único dispositivo necesario para establecer un canal de comunicación. Otro de los equipos esenciales para la creación de un enlace por satélite son antenas de satélite y convertidores de frecuencia. 
Los datos a transmitir se transfieren a un módem de equipo terminal de datos (por ejemplo, un ordenador). El módem en general tiene Frecuencia intermedia de salida (IF), es decir, 50 a 200 MHz, pero, a veces la señal se modula directamente a L-banda. En la mayoría de casos la frecuencia se convierte usando un upconverter antes de la amplificación y la transmisión.
Una señal modulada es una secuencia de símbolos, piezas de datos representadas por un estado de señal correspondiente, por ejemplo, se utilizan un bit o unos pocos bits, dependiendo del esquema de modulación. 
De la misma manera, una señal recibida desde un satélite es convertida en primer lugar (esto se hace mediante un convertidor de bajo ruido bloquear LNB), entonces es demodulada por un módem, y finalmente es gestionada por unos equipos terminales de datos. El LNB es accionado generalmente por el módem a través del cable de señal con 13 o 18 V DC.

## Características
Las principales funciones de un módem de satélite son las de modulación y desmodulación. Los estándares de comunicación por satélite también definen los códigos de corrección de errores y formatos de encuadernación. 
Tipos de modulación populares que se usan para las comunicaciones por satélite:
- Modulación por desplazamiento de fase binaria (BPSK)
- Cuadratura para desplazamiento de fase (QPSK)
- Modulación por desplazamiento de fase en cuadratura ortogonal (OQPSK)
- 8PSK
- Modulación de amplitud en cuadratura (QAM), especialmente 16QAM
Los códigos de corrección de errores por satélite populares incluyen:
Los códigos convolucionales: 
- Con longitud de restricción de menos de 10, generalmente descodificada utilizando un algoritmo de Viterbi (mirar descodificador Viterbi)
- Con longitud de restricción más de 10, en general descodificada usando un algoritmo de Fano (mirar descodificador secuencial) 
Códigos Reed-Solomon generalmente contactan con los códigos convolucionales con una intercalación.
Los nuevos módems compatibles con los códigos de corrección de errores (superiores códigos turbo y los códigos LDPC)
Formatos de trama que son compatibles con varios módems satelitales incluyen:
- Servicio al Intelsat (SII) encuadernación 
- Velocidad de datos intermedia (IDR) encuadernación 
- MPEG-2 framing transporte (usada en DVB)
- E1 y T1 framing
Módems de alta gama también incorporan algunas características adicionales:
- Múltiples interfaces de datos (como RS-232, RS-422. V.35, G.703, LVDS, Ethernet)
- Distante de extremo incrustado monitor y Control (Edmac), que permite controlar el módem de extremo distante
- Automatic Power Control de enlace ascendiente (AUPC), es decir, el ajuste de la potencia de salida para mantener una señal constante a sonido al extremo distante
- Caer y función de inserir un flujo multipixelado, permite reemplazar algunos canales en el mismo.

## Principales fabricantes
Los principales fabricantes y modelos de terminales DVB-RCS son:
- Advantech Satellite Networks AryaSat, ASN
- Gilat Satellite Networks SkyEdge y GIL
- Informatics Services Corps (ISC)
- Newtec NEW1
- NanoTronix NAN1
- STM Norway AS SatLink y STM
- ViaSat LinkStar y VIA1

## Certificación SatLabs
SatLabs es una organización internacional sin ánimo de lucro, para la adopción del estándar DVB-RCS/2 a larga escala. El objetivo principal de SatLabs es asegurar la ineroperabilidad entre terminales (módems satelitales) y sistemas DVB-RCS y obtener soluciones de bajo coste.
El Programa de Cualificación de SatLabs (SatLabs Qualification Program) tiene por objeto proporcionar un proceso de certificación independiente. Cuando un terminal ha pasado con éxito la prueba definida en el SatLabs Qualification Program, se otorga un Certificado de Conformidad (Certificate of Compliance) y el terminal queda definido como un Producto Cualificado (Qualified Product).

## Utilización de DVB-RCS
DVB-RCS ha ganado atractivo en Mercados como Rusia, India y China, donde las agencias gubernamentales están mandando estándares abiertos. India incluso ha mandado DVB-RCS específicamente para su red de educación a distancia Edusat, así como para su previsto sistema de telemedicina. Sudamérica también se está dirigiendo decididamenteen la dirección de DVB-RCS.